# Botryoideclava bharatiya
Botryoideclava bharatiya är en stekelart som beskrevs av Subba Rao 1980. Botryoideclava bharatiya ingår i släktet Botryoideclava och familjen växtlussteklar. Inga underarter finns listade.